# Iphinoe trispinosa
Iphinoe trispinosa är en kräftdjursart som först beskrevs av Harry D.S. Goodsir 1843.  Iphinoe trispinosa ingår i släktet Iphinoe och familjen Bodotriidae. Arten är reproducerande i Sverige. Inga underarter finns listade i Catalogue of Life.

## Bildgalleri

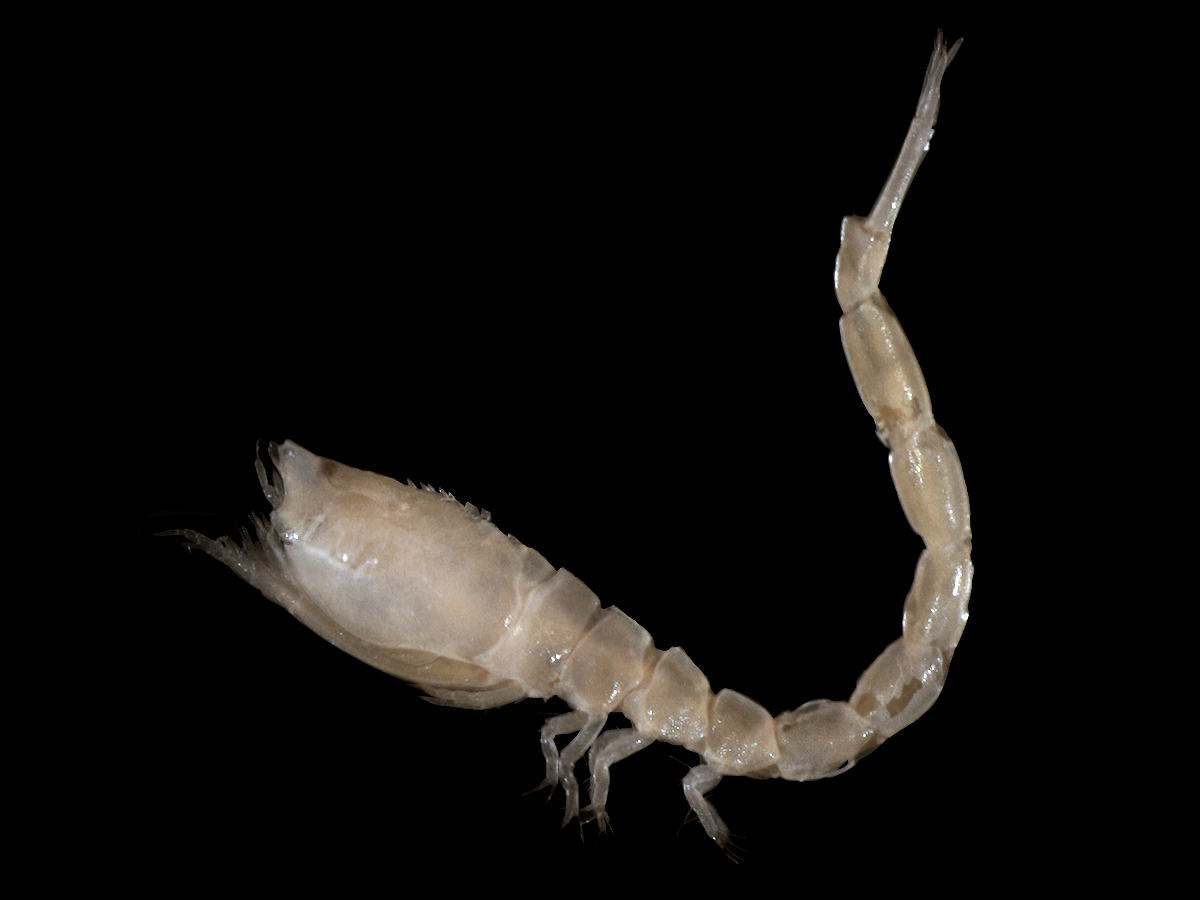
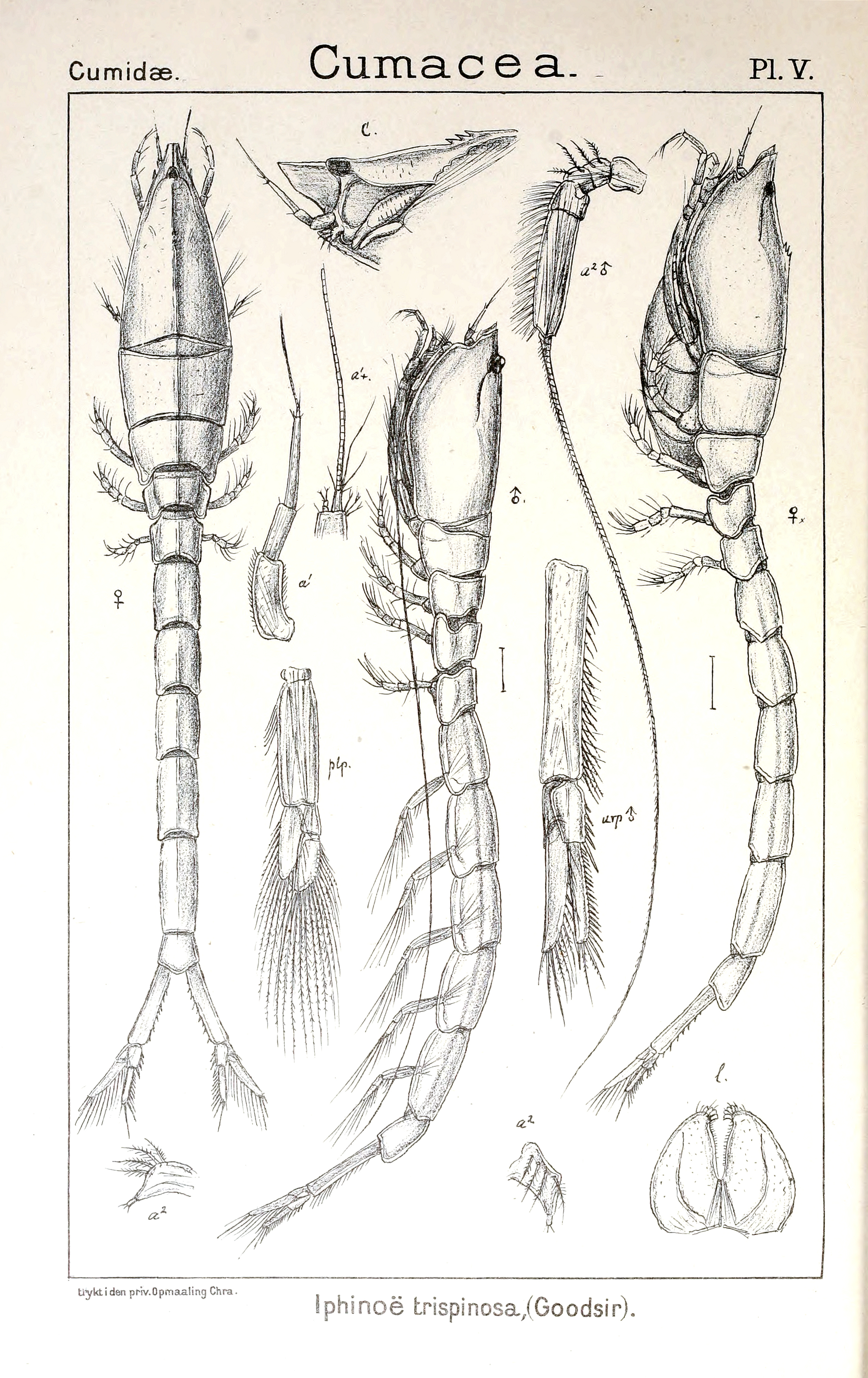
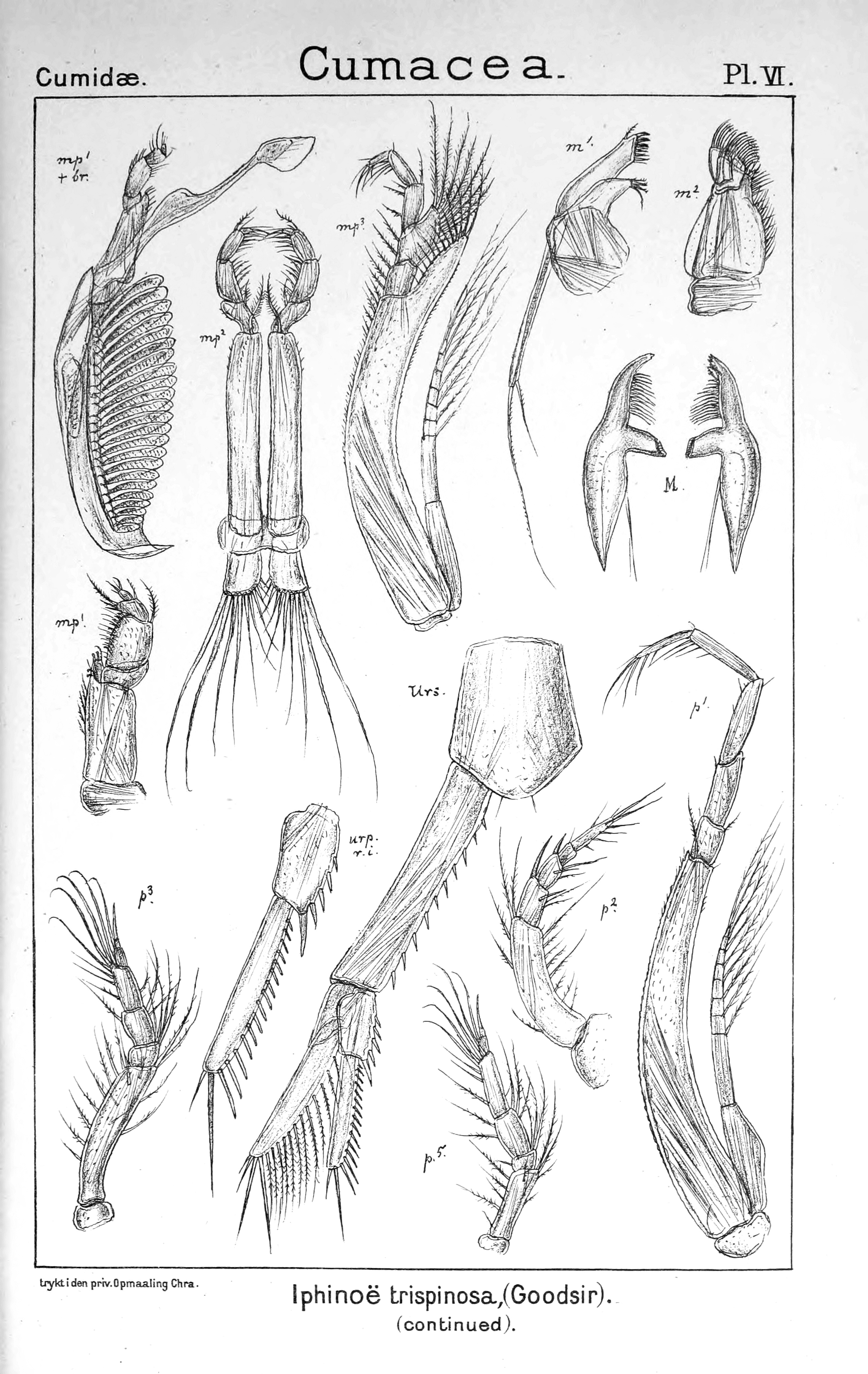